# 覆裂云南金莲花
覆裂云南金莲花（学名：Trollius yunnanensis var. anemonifolius）为毛茛科金莲花属下的一个变种。

## 扩展阅读
- 維基物種上的相關：覆裂云南金莲花